# NGC 32
 إن جي سي 32 أو NGC 32 هي مجرة في كوكبة الفرس الأعظم اكتشفت في 10 أكتوبر 1861.

## روابط خارجية
- NGC 32 على موقع ويكي سكاي: DSS2, SDSS, GALEX, IRAS, Hydrogen α, X-Ray, Astrophoto, Sky Map, Articles and images